# 三盛物産
三盛物産株式会社（さんせいぶっさん）は、日本の食品と食品贈答品・粗品等の企画・製造・加工・卸を営む企業である。

## 概要
- 本社住所：岡山県倉敷市西阿知町新田33番地3。
- 工場住所：静岡県榛原郡吉田町川尻773番地の7７。
- 主な取り扱い商品：日本茶、そうめん、うどん、そば、海苔、その他、カレー、麦茶、お茶漬けなどを取り扱っている。

## 周辺
- 倉敷市立倉敷第一中学校
- 岡山県立水島工業高等学校
- 西阿知駅
- 岡山バイパス
- 高梁川
- 福山通運株式会社倉敷支店

| スタブアイコン | サブスタブ | この項目は、まだ閲覧者の調べものの参照としては役立たない、企業に関連した書きかけの項目です。この項目を加筆・訂正などしてくださる協力者を求めています（PJ:経済）。 |